# Alfred Rode
Pour les articles homonymes, voir Rode.
Alfred Rode  (de son vrai nom Alfred Spédalière) est un musicien, acteur, réalisateur et producteur de cinéma français, né le 4 juin 1905 en Italie à Torre del Greco (province de Naples) et mort le 22 juillet 1979  à Lisieux (Calvados).

## Biographie
En 1953, Alfred Rode réalise C'est... la vie parisienne, où Claudine Dupuis (épousée en 1951) incarne le rôle de Cricri, une chanteuse de cabaret.
Il est enterré au cimetière de Deauville.

## Filmographie

### Acteur
- 1931 : Carnival de Herbert Wilcox
- 1932 : Le Danube bleu (The Blue Danube) de Herbert Wilcox
- 1934 : Antonia, romance hongroise de Max Neufeld et Jean Boyer (il interprète également la musique avec son orchestre tzigane)
- 1934 : Temptation de Max Neufeld - version anglaise du film précédent -
- 1934 : Les Nuits moscovites de Alexis Granowsky
- 1935 - Juanita de Pierre Caron - également la musique et la production -
- 1936 - Gypsy Melody (supervisé et produit par Emil-Edwin Reinert) de Edmond T. Gréville - version anglaise du film précédent
- 1939 - Le Danube bleu de Emile Edwin Reinert et Alfred Rode - également producteur -

### Réalisateur
- 1939 - Le Danube bleu (coréalisateur Emil-Edwin Reinert)
- 1947 - Cargaison clandestine + acteur, scénariste, musique et production
- 1951 - Boîte de nuit + acteur, scénariste, musique et production
- 1953 - Tourbillon + acteur et producteur
- 1954 - C'est... la vie parisienne avec Philippe Lemaire, Claudine Dupuis + acteur et producteur
- 1954 - Un déjeuner d'amour - court métrage - + acteur et musique
- 1955 - La Môme Pigalle + acteur et producteur
- 1958 - La Fille de feu avec Claudine Dupuis, Raymond Souplex, Armand Mestral - également producteur -
- 1959 - Visa pour l'enfer également producteur -
- 1962 - Dossier 1413 ou Les Ballets Roses

### Divers
- 1932 : Le Danube bleu (The Blue Danube) d'Herbert Wilcox (musique)
- 1949 - Il est seulement adaptateur du film de Jacques Daroy, La Maison du printemps.